# Scopula stipataria
Scopula stipataria là một loài bướm đêm trong họ Geometridae.